# Иоаким (архиепископ Псковский)
Архиепископ Иоаким (ум. 24 апреля 1623, Псков) — епископ Русской православной церкви, архиепископ Псковский и Изборский.

## Биография
С 1593 года — настоятель Псково-Печерского монастыря.
В 1598 году участвовал в Соборе, избравшем на царство Бориса Годунова.
В 1605 году возведён в сан игумена.
В 1611 году, будучи архимандритом, Иоаким вместе с братией принимал участие в отражении нападения на его монастырь немцев и литовцев.
6 июля 1616 года хиротонисан во епископа Псковского с возведением в сан архиепископа.
Скончался 24 апреля 1623 года во Пскове. Погребён под Троицким кафедральным собором.